# Jean Acker
Jean Acker, pseudonimo di Harriet Ackers (Trenton, 23 ottobre 1893 – Los Angeles, 16 agosto 1978), è stata un'attrice statunitense.
È soprattutto nota per essere stata la prima moglie di Rodolfo Valentino.

## Biografia
Harriet Ackers ebbe madre irlandese e padre di origini Cherokee, ma i genitori non erano sposati e lei visse con il padre Joseph, che qualche anno dopo sposò un'altra donna. Dopo aver studiato al St. Mary's Seminary di Springfield, verso il 1907 si trasferì con la famiglia a Lewistown, in Pennsylvania. A questo periodo risale l'impegno della giovane per la rivista e il cinema: nel 1913, con il nome di Jean Acker interpretò alcuni cortometraggi e nel 1915 ebbe una particina in Are You a Mason? con John Barrymore.
Jean Acker lasciò la famiglia nel 1918 per trasferirsi in California. A Hollywood diventò l'amante della nota e influente attrice Alla Nazimova, che le fece ottenere vantaggiosi contratti. La sua carriera cinematografica si svolse essenzialmente dal 1919 al 1927, con una quindicina di film, pur continuando a recitare fino al 1955 ma soltanto in fugaci apparizioni non accreditate.
Nel 1919 conobbe Rodolfo Valentino e dopo pochi mesi, il 6 novembre, lo sposò, lasciandolo però la sera stessa senza aver consumato il matrimonio, anche se il divorzio fu sancito soltanto nel 1922. Jean Acker ebbe una lunga relazione con l'attrice Grace Darmond e dal 1934 con Chloe Carter (1903-1993), una ex-ballerina delle Ziegfeld Follies già moglie del compositore Harry Ruby, con la quale visse per tutta la vita in un appartamento di Beverly Hills. Sono sepolte l'una accanto all'altra nell'Holy Cross Cemetery di Culver City.

## Filmografia parziale

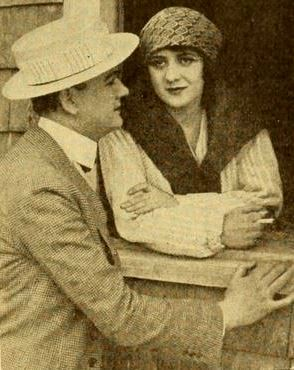
In Checkers con Thomas Carrigan

- In a Woman's Power, regia di Herbert Brenon - cortometraggio (1913)
- The Man Outside  (1913)
- Are You a Mason?, regia di Thomas N. Heffron (1915)
- Never Say Quit, regia di Edward Dillon (1919)
- Checkers, regia di Richard Stanton (1919)
- Lombardi, Ltd., regia di Jack Conway (1919)
- An Arabian Knight, regia di Charles Swickard (1920)
- The Round-Up, regia di George Melford (1920)
- Brewster's Millions, regia di Joseph Henabery (1921)
- Wealth, regia di William Desmond Taylor (1921)
- The Kiss, regia di Jack Conway (1921)
- Her Own Money, regia di Joseph Henabery (1922)
- The Woman in Chains, regia di William P. Burt (1923)
- Sangue indiano (Braveheart), regia di Alan Hale (1925)
- The Nest, regia di William Nigh (1927)
- L'ultima prova (His Brother's Wife), regia di W. S. Van Dyke (1936)
- Io ti salverò (Spellbound), regia di Alfred Hitchcock (1945)
- Scandalo al collegio (How to Be Very, Very Popular), regia di Nunnally Johnson  (1955)